# Yabaana
Yabaana (Hyabahanas, Yaba-âna, Jabaana), indijansko pleme iz brazilskih država Amazonas i Roraima, uz rijeke Marauia i Cauaboris, pritokama Rio Negra. U novije doba (2000) ima ih oko 90 ali više ne govore svojim jezikom nego se služe portugalskim. Yabaane su ponekad nazivani i imenom Yabarana, ali se ne smiju brkati s plemenom koje nosi to ime i živi u bazenu rijeke Manapiare u Venezueli.

## Mali rječnik
Hrvatski/engleski/francuski/španjolski Yabaana
- Voda/Water/Eau/Agua 	Úni
- Vatra/Fire/Feu/Fuego 	Ikági
- Glava/Head/Tete/Cabeza 	Fuiudagu
- Šaka/Hand/Main/Mano 	Nukhapi

## Vanjske poveznice
- Yabaâna jezik